# Liste der Monuments historiques in Prignac-et-Marcamps
Die Liste der Monuments historiques in Prignac-et-Marcamps führt die Monuments historiques in der französischen Gemeinde Prignac-et-Marcamps auf.

## Liste der Bauwerke
| Bezeichnung                    | Beschreibung | Standort | Kennzeichnung | Schutzstatus | Datum | Bild           |
| ------------------------------ | ------------ | -------- | ------------- | ------------ | ----- | -------------- |
| Caverne de Pair-non-Pair       |              | (Lage)   | PA00083683    | Classé       | 1900  | weitere Bilder |
| Ruinen der Kapelle von Lurzine |              | (Lage)   | PA00083684    | Inscrit      | 1925  | weitere Bilder |
| Gisement du Roc                |              | (Lage)   | PA00083685    | Classé       | 1934  |                |

## Liste der Objekte
- Monuments historiques (Objekte) in Prignac-et-Marcamps in der Base Palissy des französischen Kultusministeriums